# Cratere Thekkr
Thekkr è un cratere sulla superficie di Callisto.